# Publi Licini Cras Dives Mucià
Publi Licini Cras Dives Mucià (llatí: Publius Licinius Crassus Dives Mucianus; 180 - 130 aC) va ser un cònsol romà del segle ii aC. Era fill de Publi Muci Escèvola, cònsol l'any 175 aC, i de Licínia, filla de Publi Licini Cras Dives, cònsol l'any 205 aC, i el seu germà era Publi Muci Escèvola, cònsol l'any 133 aC. Va ser adoptat per un membre de la família de la seva mare, la branca dels Crassos de la gens Licínia; probablement Publi Licini Cras Dives, el seu oncle matern, o bé Publi Licini Cras, cònsol el 171 aC, cosí de la seva mare.
Ciceró diu que va ser candidat a edil, i ho devia arribar a ser com a part del seu cursus honorum. El 131 aC va ser cònsol i pontífex màxim. Com a pontífex va prohibir al seu col·lega Luci Valeri Flac, que era flamen de Mart, de prendre el comandament contra Aristonic de Pèrgam, i li va imposar una multa per no respectar els ritus sagrats. El poble li va pagar la multa, però també el va obligar a acceptar les ordres del pontífex màxim.
Va ser ell mateix, a qui es podrien aplicar les mateixes objeccions, qui va dirigir la campanya contra Aristonic, després de ser nomenat procònsol a la nova província d'Àsia. La campanya va resultar desafortunada: va ser derrotat a Leuques i capturat en la seva fugida entre Elea i Esmirna. Per evitar ser capturat viu, va ferir un traci de l'exèrcit d'Aristonic que, com a reacció, el va matar. Segons Titus Livi, va ser el primer pontífex màxim que va sortir a lluitar fora d'Itàlia, malgrat que hi ha constància que Escipió Nasica ho havia fet abans, l'any 133 aC, i va ser justament Mucià qui el va succeir en el pontificat.
El seu cos va ser enterrat a Esmirna, i hom va enviar el seu cap a Aristonic, que l'any següent va ser derrotat per Perpenna i executat a Roma. La seva filla Licínia Major es va casar amb Gai Sulpici Galba, fill de Servi Sulpici Galba; l'altra filla, Licínia Menor, va ser l'esposa de Gai Semproni Grac. Va tenir també un fill, que va ser l'avi de Publi Licini Cras Dives, pretor el 57 aC.

Era un personatge culte i lletrat, gran coneixedor del grec. Quintilià diu que el dominava tant que, en els processos judicials que arbitrà com a procònsol a l'Àsia Menor, emprava qualsevol dels cinc dialectes grecs segons la preferència del tribunal. Ciceró l'esmenta com a gran jurista i bon orador, però reconeix que era inferior a Servi Sulpici Galba. Aulus Gel·li, citant altres autors, diu que tenia cinc grans qualitats: 
| «                                      | quod esset ditissimus, quod nobilissimus, quod eloquentissimus, quod jurisconsultissimus, quod pontifex maximus. | Era molt ric, molt noble, molt eloqüent, un gran jurisconsult i pontífex màxim. | » |
| — Aulus Gel·li, Les nits àtiques, I 13 | |                                                                                 |   |